# Комісаренко Ігор Васильович
Комісаренко Ігор Васильович (нар. 15 грудня 1933, Харків;— 23 серпня 2013, Київ) — український хірург-ендокринолог, один з основоположників української ендокринної хірургії, доктор медичних наук (1978), професор (1981), член-кореспондент НАМН України, заслужений діяч науки і техніки України, двічі лауреат Державних премій України в галузі науки і техніки. Завідувач відділу хірургії ендокринних залоз Інституту ендокринології та обміну речовин ім. В. П. Комісаренка НАМН України, засновник та директор Українського науково-практичного центру ендокринної хірургії, трансплантації ендокринних органів і тканин (1994 р.-1999 р.), засновник Київського центру ендокринної хірургії, відділення хірургічної ендокринології Наукового центру радіаційної медицини АМН України (з 1999 р.).

## Біографія
Ігор Комісаренко народився 15 грудня 1933 року в Харкові у родині видатного вченого-ендокринолога, засновника Київського інституту ендокринології та обміну речовин Василя Павловича Комісаренка.
Після закінчення 1958 року Київського державного медичного інституту ім. О. О. Богомольця Комісаренко працював хірургом-ординатором Радомишльської районної лікарні Житомирської області, у 1959-62 роках — аспірант кафедри загальної хірургії Київського медичного інституту] з 1962 р. — асистент цієї кафедри. В Інституті ендокринології та обміну речовін ім. В. П. Комісаренка НАМН України він працював з 1965 року на посаді старшого наукового співробітника відділення хірургії ендокринних залоз, у 1967 р. обраний за конкурсом на посаду керівника цього відділення. У 1963 році Комісаренко захистив кандидатську дисертацію, а у 1978 — докторську.
З 1994 по 1999 рік Комісаренко був директором створеного Українського науково-практичного центру ендокринної хірургії й трансплантації ендокринних органів і тканин. У 2000 році ним був організований Київський міський центр ендокринної хірургії, а в 2002 році відкрите ендокринної хірургії в Науковому центрі радіаційної медицини АМН України.

## Професійна діяльність та наукові інтереси
Ігор Комісаренко був одним із засновників хірургічної ендокринології в Україні. Основні його наукові дослідження присвячені вивченню взаємозв'язків залоз внутрішньої секреції та вищих відділів центральної нервової системи, проблем хірургічної ендокринології, онкології залоз внутрішньої секреції, ендоваскулярної хірургії, авто- і гетеротрансплантації. Наукові інтереси Комісаренка були широкими і охоплювали багато аспектів патології ендокринних залоз, зокрема дослідження проблем ендоваскулярної хірургії, мікрохірургії, трансплантології, розробку методів діагностики, медикаментозного й хірургічного лікування захворювань щитоподібної залози, прищитоподібних, статевих, надниркових залоз, підшлункової залози, гіпофіза.
1981 року під керівництвом Ігора Комісаренка вперше в СРСР був розроблений новий напрям клінічної ендокринології — трансплантація тканинних та органних культур різних ендокринних залоз з метою лікування цукрового діабету, недостатності надниркових залоз, щитоподібної й прищитоподібних залоз, бронхіальної астми та інших хвороб.
Значне місце в дослідженнях Комісаренка належить проблемам онкоендокринології. Ним удосконалені й вперше застосовані в Україні нові методи діагностики та хірургічного лікування пухлин надниркових залоз, щитоподібної, підшлункової, статевих залоз, включаючи нову методику селективної ангіографії. Розроблено комбіновані методи лікування пухлин кори надниркових залоз з використанням інгібіторів стероїдогенезу, емболізації пухлин та їх метастазів. Розширено показання для оперативного лікування й обсягу операції при пухлинах щитоподібної залози, особливо в дітей й осіб, які зазнали радіаційного впливу.
Від 1990 року керована ним хірургічна клініка є центром лікування дітей і дорослих з пухлинами щитоподібної залози з усіх областей України. Майже всі діти, у яких був запідозрений рак щитоподібної залози як наслідок аварії на ЧАЕС, були госпіталізовані й одержали висококваліфіковане хірургічне лікування в клініці інституту. Під керівництвом І. В. Комісаренка розроблені й впроваджені в клініках новітні методи діагностики, хірургічного лікування та ведення найближчого й віддаленого післяопераційного періоду у хворих на рак щитоподібної залози, що істотно поліпшило якість життя хворих. За післяаварійний період прооперовано 4107 хворих на рак щитоподібної залози, із них 888 дітей та підлітків у віці від 1 до 18 років.

## Наукові здобутки
Автор 438 наукових праць, в тому числі 5 монографий, 24 авторських свідоцтв. Підготував 7 докторів та 14 кандидатів наук.
Почесний президент Української Асоціації ендокринних хірургів, член наукового товариства ендокринологів України, член редколегій ряду провідних наукових журналів.
Основні наукові праці: «Нарушение функции надпочечников при эндокринных заболеваниях» (1984); «Хірургічне лікування раку щитовидної залози» (1993); «Surgical findings in thyroid cancer in children in Chernobyl» (1996); «Гормонопродуцирующие опухоли надпочечных желез» (1998); «Эндокринология. Хирургическое лечение эндокринных заболеваний» (2002).